# Рассельнберг, Йозеф
Йо́зеф «Юпп» Ра́ссельнберг (нем. Josef (Jupp) Rasselnberg) — немецкий футболист, выступавший на позиции нападающего за дюссельдорфский футбольный клуб «Бенрат», «Айнтрахт» из Бад-Кройцнаха и сборную Германии. С 1933 по 1935 год провел 9 игр за сборную Германии и забил 8 голов. В отборочных матчах к чемпионату мира 1934 года забил 4 мяча в ворота сборной Люксембурга.
Победитель Гаулиги «Нидеррейн» (1934, 1935), обладатель Западногерманского кубка (1932, 1933).
В 1961 году возглавлял билефельдскую «Арминию», игравшую в Фербандслиге «Вестфалия».